# Пять пертских статей
Пять пертских статей (англ. Five Articles of Perth) — законопроект, предложенный королём Англии и Шотландии Яковом I (VI) в 1617 г., вводящий элементы англиканского богослужения в шотландскую пресвитерианскую церковь. Введение этого закона стало одной из причин национального восстания в Шотландии в 1638 г.
После успешного осуществления «якобитского компромисса» в шотландской церкви (восстановление епископата и подчинение церковной иерархии королю), король Яков VI, во многом под влиянием английской церкви, перешел к реформированию пресвитерианского богослужения, стараясь приблизить его к обрядам, принятым в Англии. В 1617 г., во время поездки по Шотландии, король выступил с предложением введения пяти новых элементов в литургию: 
- коленопреклонение во время причастии;
- празднование Рождества[1];
- частное причастие (вне общины);
- частное крещение (вне общины);
- конфирмация перед лицом епископа.

«Пять статей» короля Якова VI были восприняты в шотландском обществе как попытка реставрации католических обрядов и вызвали бурю возмущения в стране. Они затрагивали не только духовенство, но и простых прихожан, не желавших изменения догматов и обрядов церкви. Генеральная ассамблея шотландской церкви отвергла статьи в ноябре 1617 г. Раздраженный король созвал в Перте новую «национальную ассамблею» из своих сторонников, которая незначительным большинством утвердила законопроект, получивший название «Пяти пертских статей».
Этот шаг стал серьёзной ошибкой Якова VI, поскольку на волне недовольства королевскими нововведениями начало складываться новое оппозиционное королю движение в шотландском обществе. Осознавая это, Яков, добившись в 1621 г. утверждения «Пертских статей» парламентом страны, не стал настаивать на их неукоснительном соблюдении. Осторожная политика, идеологом которой стал архиепископ Сент-Эндрюсский Джон Споттисвуд, позволила временно удержать равновесие в шотландском обществе. Однако, после вступления на престол Карла I церковная политика королевской власти стала более прямолинейной, что в 1638 г. вызвало общенациональное восстание в Шотландии. Генеральная ассамблея мятежной Шотландии в 1638 г. отменила действие «Пяти пертских статей».
После Реставрации Стюартов в 1660 г. «Пять статей» вновь вступили в силу, однако фактически игнорировались шотландской церковью.